# Célie Pauthe
 (janvier 2016).
Pour les articles homonymes, voir Pauthe.
Célie Pauthe, née en 1975, est une metteuse en scène de théâtre française.
Elle a dirigé le Centre dramatique national Besançon Franche-Comté de septembre 2013 au 1er janvier 2024, direction reprise par Tommy Milliot à la même date.

## Biographie
Après des études théâtrales à l'Université Sorbonne Nouvelle - Paris 3, Célie Pauthe a été assistante auprès de Ludovic Lagarde, Jacques Nichet, Guillaume Delaveau et Alain Ollivier. En 2001, elle intègre l’Unité nomade de formation à la mise en scène au Conservatoire national de Paris, où elle suit un stage auprès de Piotr Fomenko ainsi qu’auprès de Jean-Pierre Vincent.
En 2003, elle met en scène au Théâtre national de Toulouse Quartett d’Heiner Müller, distingué du Prix de la révélation théâtrale de l’année par le Syndicat de la critique.
En 2008 elle assiste Stéphane Braunschweig pour sa mise en scène du Tartuffe de Molière au Théâtre national de Strasbourg, qui reçoit le prix Georges-Lerminier du Syndicat de la critique pour le meilleur spectacle théâtral créé en province. Elle présente également cette année-là S'agite et se pavane d’Ingmar Bergman, une « tentative de mettre à nu les mécanismes de vie, de mort et de folie emmêlés qui sous tendent tout geste de création » selon Joëlle Gayot de France Culture.
De la saison 2010/2011 à la saison 2013/2014, Célie Pauthe est artiste associée au Théâtre national de la Colline.
« Devenue au fil des années une des metteuses en scène les plus intéressantes dans le paysage hexagonal » selon Fabienne Darge du Monde, Aurélie Filippetti, Ministre de la Culture, la nomme à la direction du Centre dramatique national Besançon Franche-Comté à partir du 1er septembre 2013.
Lors de la création d'Aglavaine et Sélysette de Maurice Maeterlinck, au Centre dramatique national Besançon Franche-Comté, spectacle présenté au Théâtre national de la Colline en mai 2014, Christophe Bident du Magazine littéraire écrivait « Voici plus de dix ans que Célie Pauthe crée d’étonnantes mises en scène de Heiner Müller, Thomas Bernhard, Ingmar Bergman, Sean O’Casey, Eugene O’Neill, Sarah Berthiaume… Elle plonge avec subtilité et délectation dans ces univers différents, tous marqués cependant par des sensibilités écorchées, en proie à leurs propres troubles, à leurs passés, à leurs morts. Elle voit dans l’écriture des auteurs qu’elle choisit la possibilité de penser un rapport au monde, «à partir de cette expérience sensible, intime, à partir de ce que l’on ressent dans sa chair». »
Parallèlement à ses créations, elle mène un travail de pédagogie dans différentes écoles de théâtre françaises (Ensatt, École Supérieure d'Art Dramatique de Paris, Erac).  

## Metteuse en scène
- 2002 : Comment une figue de paroles et pourquoi de Francis Ponge, en collaboration avec Pierre Baux et Violaine Schwartz
- 2003 : Quartett de Heiner Müller, Théâtre de la Cité TNT
- 2006 : L'Ignorant et le Fou de Thomas Bernhard, Théâtre national de Strasbourg
- 2007 : La Fin du commencement de Seán O'Casey, Studio de la Comédie-Française
- 2008 : S'agite et se pavane d’Ingmar Bergman, Nouveau théâtre de Montreuil
- 2011 : Train de nuit pour Bolina de Nilo Cruz, Biennale de créations "Odyssées en Yvelines"
- 2011 : Long voyage du jour à la nuit d’Eugene O'Neill, Théâtre national de la Colline
- 2012 : Des arbres à abattre d'après le roman de Thomas Bernhard, en collaboration avec Claude Duparfait, Théâtre national de la Colline
- 2013 : Yukonstyle de Sarah Berthiaume, Théâtre national de la Colline, tournée
- 2014 : Aglavaine et Sélysette de Maurice Maeterlinck, Reims, Paris, CDN de Besançon Franche-Comté
- 2015 : La Bête dans la jungle d'après Henry James et Marguerite Duras, CDN de Besançon Franche-Comté
- 2016 : La Fonction Ravel, en collaboration avec Claude Duparfait, CDN de Besançon Franche-Comté
- 2016 : Un amour impossible d'après Christine Angot, CDN de Besançon Franche-Comté
- 2018 : Bérénice de Jean Racine, CDN de Besançon Franche-Comté, Ateliers Berthier
- 2019 : La Chauve-Souris, opérette de J. Strauss, à la MJC93 à Bobigny (avec l'Académie de l'Opéra de Paris).
- 2022 : L'Annonce faite à Marie, création mondiale, opéra de Philippe Leroux, d'après Paul Claudel, Opéra de Rennes.

## Distinctions
- Prix du Syndicat de la critique 2004 : Prix de la révélation théâtrale de l'année pour Quartett